# 大分県道719号東長宝西線
大分県道719号東長宝西線（おおいたけんどう719ごう ひがしちょうほうにしせん）は、大分県由布市を通る一般県道である。

## 概要
由布市庄内町東長宝から由布市庄内町西に至る。国道210号の旧道（※もともとは県道大分由布院線だった）に相当する路線だが、ほとんどが狭隘区間で、途中に久大本線の踏切が3か所ある。

### 路線データ
- 起点：大分県由布市庄内町東長宝[1]（大分県道52号別府庄内線旧道交点）
- 終点：大分県由布市庄内町西[1]（下武宮交差点、国道210号交点）

## 歴史
- 1993年（平成5年）5月11日 - 建設省から、県道東長宝西線の一部を別府庄内線として主要地方道に指定される[2]。

## 地理

### 通過する自治体
- 由布市

### 交差する道路
| 交差する道路                  | 交差する場所 | 交差する場所        |
| ----------------------------- | ------------ | ------------------- |
| 大分県道52号別府庄内線 / 旧道 | 庄内町東長宝 | 起点                |
| 大分県道52号別府庄内線        | 庄内町畑田   |                     |
| 国道210号                     | 庄内町西     | 下武宮交差点 / 終点 |

### 交差する鉄道
- 久大本線

### 沿線
- 由布市立庄内中学校（起点付近）
- 出雲大社
- 庄内郵便局
- 由布市立西庄内小学校
- JR九州久大本線 庄内駅